# Quartino
Quartino (... – 235) è stato un usurpatore romano.

## Biografia
Dopo la morte di Alessandro Severo e in seguito alla presa di potere da parte di Massimino Trace, una compagnia di arcieri di stanza nell'Osroene, in Mesopotamia, proclamò Quartino, amico di Alessandro Severo ed ex governatore di provincia, imperatore, probabilmente contro la sua stessa volontà. Gli arcieri, comandati da un certo Macedo, erano animati da spirito di vendetta per la morte di Alessandro Severo. Quartino stesso era stato estromesso dall'esercito da Massimino dopo la morte di Alessandro.
In seguito tuttavia, Macedo tradì Quartino, lo uccise e ne portò la testa a Massimino. 
Nonostante questo, Massimino fece giustiziare anche Macedo.
La storia di Quartino è narrata dallo storico Erodiano.